# VAG Armaturen
Die VAG GmbH (kurz VAG) ist ein weltweit agierender Hersteller von Wasser- und Abwasserarmaturen. Die VAG-Gruppe beschäftigt weltweit mehr als 1000 Mitarbeiter an 8 Fertigungs- und 12 Vertriebsstandorten. Hauptsitz des Unternehmens ist Mannheim. Seit November 2018 gehörte VAG zur AURELIUS Equity Opportunities SE & Co. KGaA. Im Mai 2025 gab die Schweizer Georg Fischer AG die Übernahme von VAG bekannt.

## Tätigkeit
Das Unternehmen ist in acht verschiedenen Anwendungsbereichen aktiv, darunter Wasseraufbereitung, Wasserverteilung, Abwasser, Staudämme sowie die Bereiche Druckmanagement, Gas, Industrie und Kraftwerke. Die Produktpalette umfasst Absperrschieber, Absperrhähne, Regelarmaturen, Be- und Entlüftungsventile, Absperrklappen und Hausanschlussarmaturen.

## Geschichte

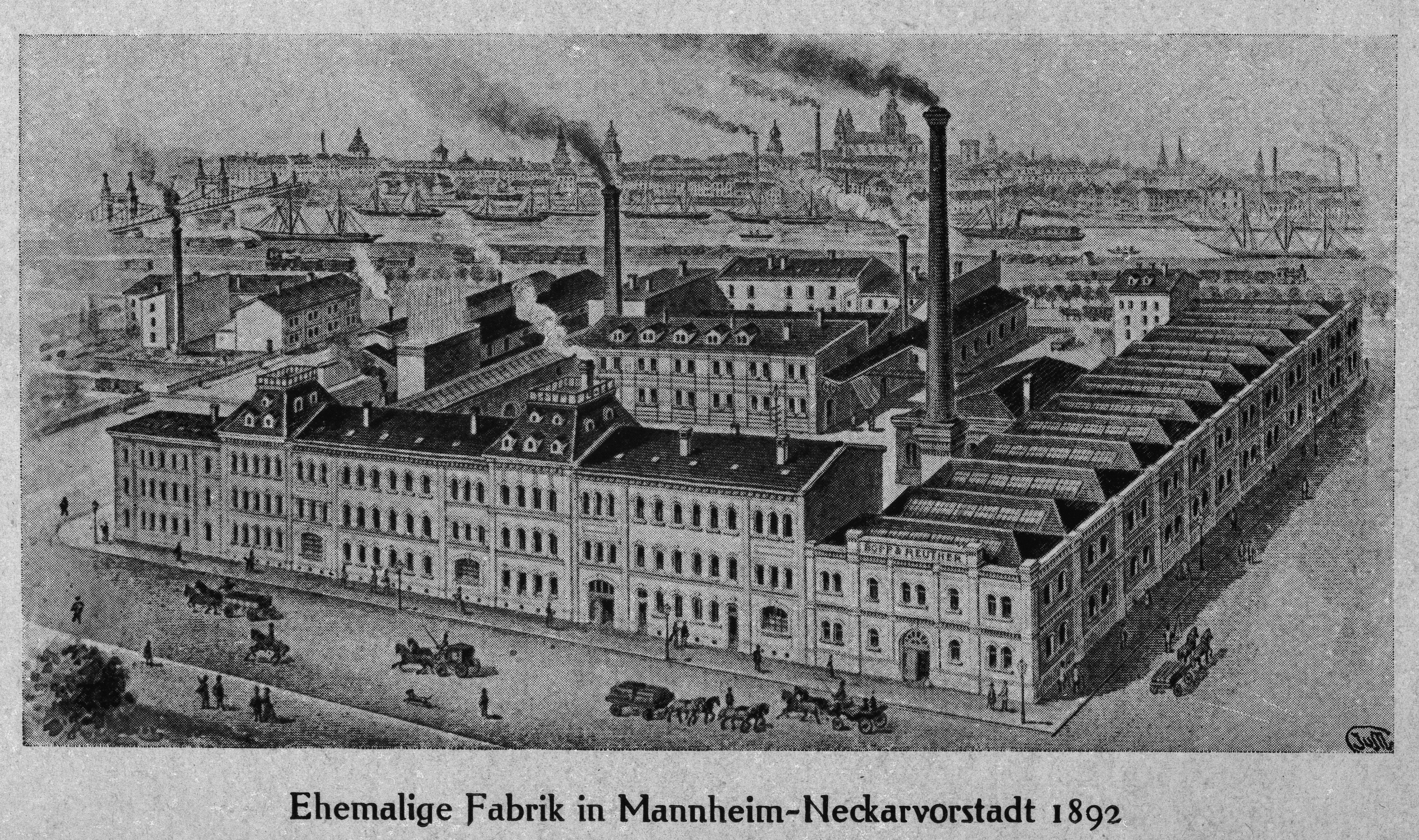
Fabrikgelände von Bopp & Reuther 1892 (heute VAG GmbH)

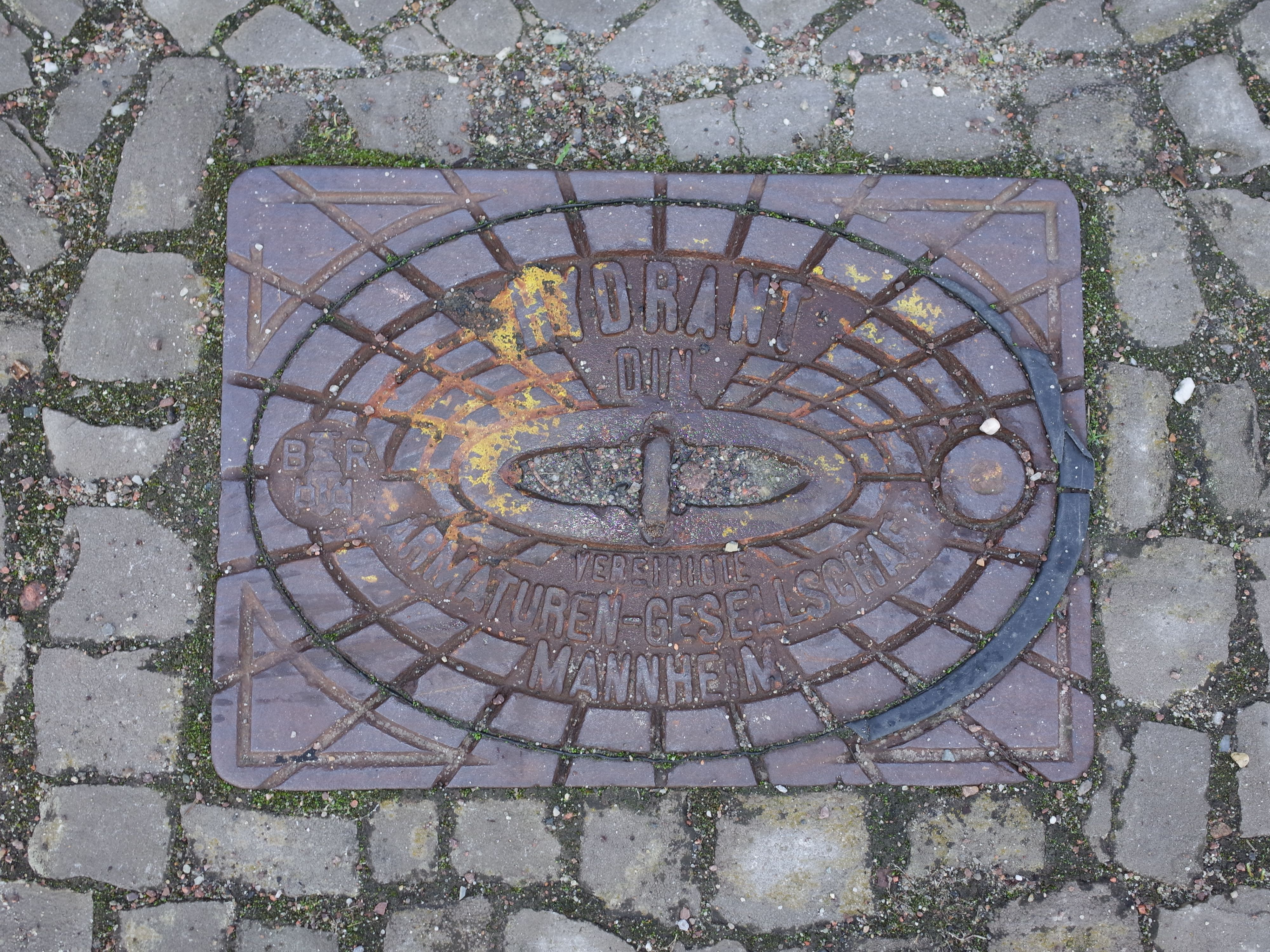
Hydrantenkappe von der Vereinigten Armaturen Gesellschaft Mannheim

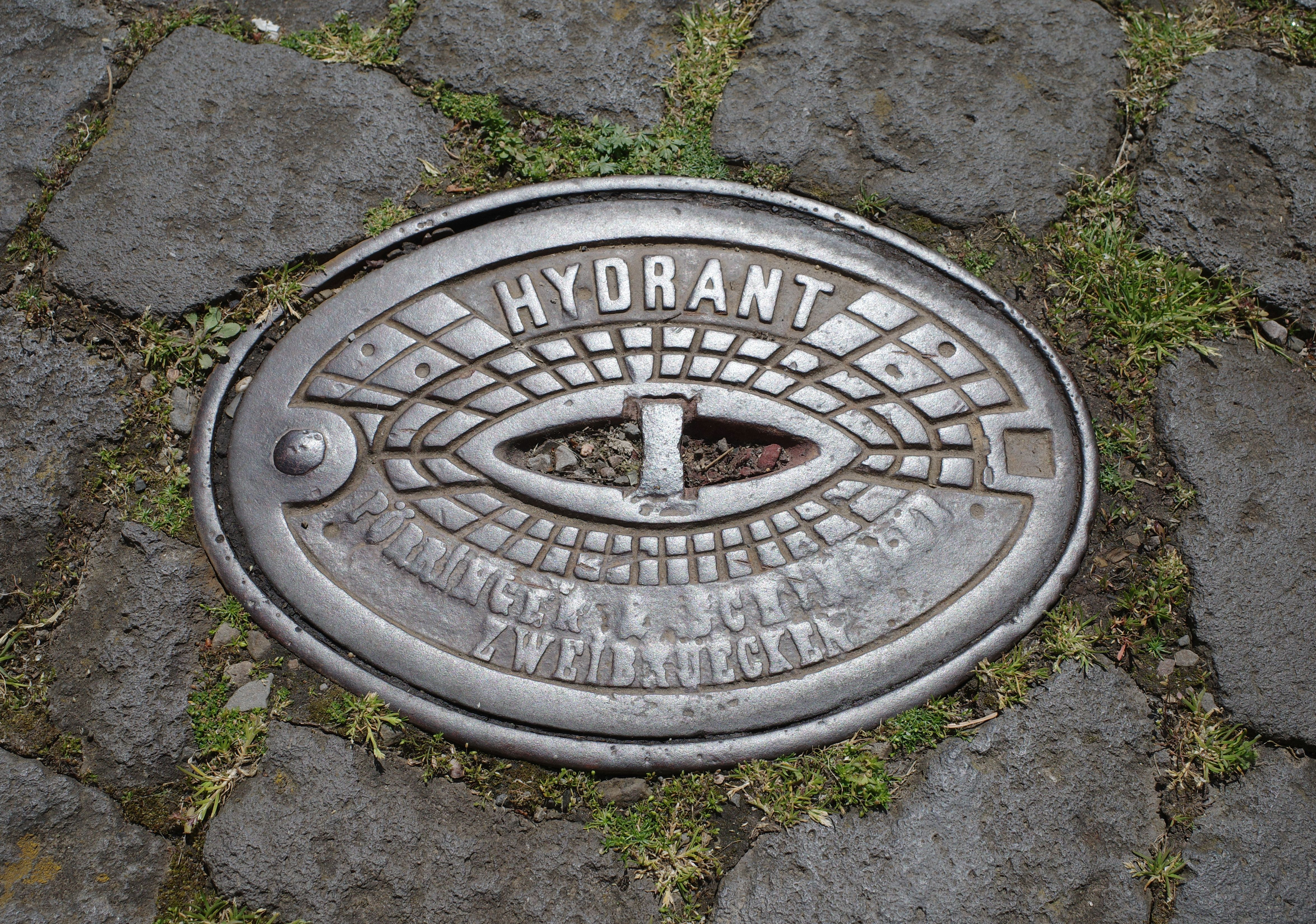
Hydrantenkappe von Pörringer & Schindler, Zweibrücken

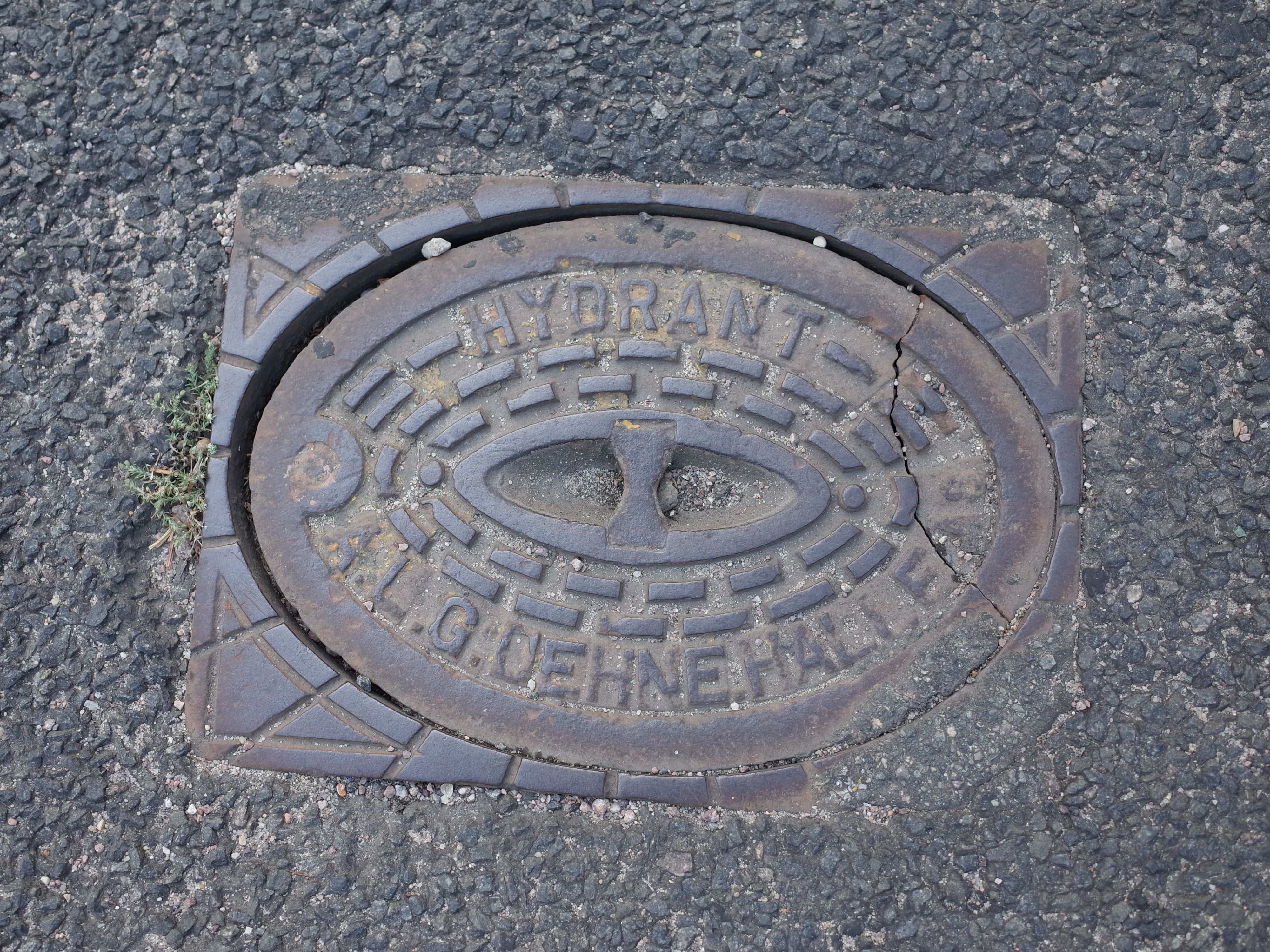
Hydrantenkappe von A.L.G.Dehne.Halle.A.S.

Im Jahr 1872 gründete Carl Reuther gemeinsam mit Carl Bopp die Firma Bopp & Reuther oHG, Maschinenfabrik, Eisen- und Messinggießerei zur Erzeugung von Armaturen für Wasser, Gas, Dampf und die Herstellung von Pumpen. Die erste Werkstatt in der Mannheimer Neckarstadt wurde errichtet und mit Maschinen der Göppinger Werkzeugmaschinenfabrik Boehringer ausgestattet.
Das Unternehmen wuchs und die Fabrik in der Neckarvorstadt wurde zu klein. Daher erwarb man im Jahr 1897 im Stadtteil Waldhof ein 165.000 m² großes Gelände und errichtete zunächst eine Gießerei. Es folgte der Umzug der Abteilungen Wasserarmaturen, Dampfarmaturen, Pumpen und zuletzt die Abteilung Wassermesser. Im Jahr 1900 lieferte Bopp & Reuther 60 % der Weltproduktion an Wasserschiebern. In den Fabrikationshallen in Mannheim-Waldhof entstanden Wasserversorgungsanlagen für ganze Städte. Acht Jahre später arbeiteten bereits 3500 Mitarbeiter in der Mannheimer Fabrik.
Im Jahr 1925 gründete Bopp & Reuther mit den Unternehmen
- AMAG-Hilpert-Pegnitzhütte AG Nürnberg (ab 1947 KSB Werk AMAG),
- Guss- & Armaturenwerk KG, Kaiserslautern,
- Klein, Schanzlin & Becker AG, Frankenthal (später KSB Aktiengesellschaft Frankenthal),
- Maschinen & Armaturenfabrik vorm. H. Breuer & Co., Frankfurt/Höchst (später Breuer-Werke GmbH, ab 1966 Buderus‘sche Eisenwerke, Wetzlar),
- Pörringer & Schindler, Zweibrücken (ab 1991 P+S Armaturen) und
- A.L.G. Dehne, Halle (später VEB Pumpenwerke Halle)

eine gemeinsame Vertriebsgesellschaft, die „Vereinigte Armaturen Gesellschaft mbH“ – VAG.
Die Exportaktivitäten stiegen weiter. Im Jahr 1927 war VAG Marktführer in Südamerika. Im Jahr 1932 wurde der Messingschieber entwickelt. Die Idee einer stromlinienförmigen Armatur mit integrierter Messeinrichtung stammte ursprünglich aus Amerika und wurde hier weiter entwickelt. Mit dieser Armatur lässt sich das Wasser in Druck und Menge kavitationsfrei regulieren und gleichzeitig die durchströmende Menge messen. Nach etlichen Bombenangriffen auf das Fabrikgebäude auf dem Waldhof wurde im Jahr 1943 auch das Bürogebäude der VAG (Rhein-Elektra-Gebäude in der Augustaanlage) schwer getroffen. Sämtliche Akten und Unterlagen verbrannten. Die Mitarbeiter kamen in den Werkshallen von Bopp & Reuther unter, um den Geschäftsbetrieb notdürftig fortzuführen. Als wichtige Industriestadt in Deutschland hatte Mannheim unter den Bombenangriffen der Alliierten besonders schwer zu leiden. Eine positive Denkschrift der Militärregierung über die Wichtigkeit der Armaturenproduktion bewahrte das Werk im Jahr 1946 vor der Demontage. 2000 Kubikmeter Schutt wurden geräumt und die zerstörten Werkhallen wieder aufgebaut. Die Produktion lief wieder auf Hochtouren. Zur Einführung der Deutschen Mark im Jahr 1948 lag der Umsatz wieder bei 62 % des Umsatzes vor Kriegsbeginn.
Im Jahr 1963 wurde das 25-jährige Jubiläum der werkseigenen Lehrwerkstatt gefeiert. In diesen 25 Jahren wurden bei Bopp & Reuther 1800 Lehrlinge ausgebildet. Als erster patentierter weichdichtender Schieber mit vollgummiertem Keil wurde der BETA®-Schieber im Jahr 1968 auf den Markt gebracht. Im Jahr 1975 feierte VAG ihr 50-jähriges Bestehen. Die Verträge aus der Gründerzeit wurden im Jahr 1949 geändert, um die Hürde der Kartellgesetze zu nehmen. Seither ist VAG Agent der Gesellschaften. Ein Jahr später wurde das Exzenter-Klappen-Normprogramm (EKN) entwickelt. Die technischen und wirtschaftlichen Vorteile der neuen Bauart revolutionierten den Armatureneinsatz in der Wasserversorgung. Ende der 1970er Jahre boomte in Deutschland durch das ZIP-Programm (Zukunfts-Investitionsprogramm für Städte) die Fernheizung. Mannheim war als eine der ersten Städte dabei. VAG entwickelte dafür spezielle Armaturen für Temperaturen bis 200 °C und begleitete die Universität Stuttgart bei ihren Prüfungen der Anforderungen. Daraufhin wurden auch die Fernwärmenetze vieler weiterer Städte wie Heidelberg, Köln, Münster, Sofia, Malmö, Turin und Utrecht mit Armaturen von VAG ausgestattet.
Die Standardfarbe der Armaturen von Bopp & Reuther und VAG wechselten im Jahr 1987 von Rot auf Blau. Dies ging einher mit der Mitgliedschaft von VAG in der Gütegemeinschaft Schwerer Korrosionsschutz von Armaturen und Formstücken durch Pulverbeschichten (kurz GSK). Diese Gütegemeinschaft war ein Zusammenschluss der größten Armaturenhersteller, um einheitlich hohe Standards in der Trinkwasserversorgung zu schaffen und, bei Erfüllung, mit dem GSK-Gütesiegel auszuzeichnen. Im Jahr 1990 wurden die Gesellschaftsanteile des Unternehmens an die Industriewerke Karlsruhe Augsburg AG (IWKA) verkauft. Die neue Eignerin IWKA brachte weitere Unternehmen in die Gruppe ein: IWKA Regler und Kompensatoren GmbH und RMG Regel + Messtechnik. Gleichzeitig wurden die Produktsparten Gas- und Wasserarmaturen (GW), Sicherheits- und Regelarmaturen (SR), Mess- und Regeltechnik (MR) zu selbstständigen Unternehmen. Sechs Jahre später erwarb Bopp & Reuther die Mehrheit der Anteile des größten tschechischen Armaturenherstellers JMA. Seit 1999 ist VAG alleinige Vertriebsgesellschaft der Bopp & Reuther Armaturen GmbH.
Im Jahr 2001 wurden die Bopp & Reuther Armaturen GmbH und VAG schließlich zur VAG-Armaturen GmbH zusammengeführt. Im Dezember 2004 erwarb die „Equita Beteiligung Fonds 2 KG“ 90 % der Anteile an der VAG-Gruppe von der IWKA im Zuge eines Verkaufs der Sparte Prozesstechnik. 10 % der Anteile erwarb das Management des Unternehmens. Im gleichen Jahr wurde auch ein neues Werk für den chinesischen Markt am Standort Taicang in der Nähe von Shanghai eröffnet. Am 22. März 2007 wurde das erste Visitor Center im Stammhaus der VAG-Gruppe in Mannheim eröffnet. Es ermöglicht Kunden und Besuchern auf 700 m² Armaturen und deren Funktionsweise zu sehen, ohne an einem direkten Einbauort erscheinen zu müssen. Die Halder Beteiligungsberatung GmbH erwarb zu Beginn des Jahres 2008 zusammen mit dem VAG-Management die VAG-Armaturen GmbH Mannheim im Rahmen eines Management-Buy-outs. Außerdem wurde das „Europäische Logistik Zentrum“ (ELC) am Standort JMA in Hodonín, Tschechien eröffnet.
Im darauf folgenden Jahr wurden ein neues Montagewerk in Hyderabad (Indien) sowie ein zweites Visitor Center am Standort Taicang eröffnet. Im Oktober 2011 wurde die VAG-Gruppe durch die US-amerikanische Rexnord Industries LLC übernommen. Rexnord Industries LLC, mit Hauptsitz in Milwaukee im Bundesstaat Wisconsin, hat weltweit 6300 Mitarbeiter und stellt Ketten und Armaturen her. Genau ein Jahr später wurde die zweite neue Produktionsanlage in Taicang eröffnet.
Durch die Übernahme der südafrikanischen Klamflex Pipe Couplings (Pty) Ltd, erhielt VAG im gleichen Jahr den mittlerweile sechsten Produktionsstandort auf insgesamt vier Kontinenten. Am 1. September 2017 erfolgte die Umfirmierung zur VAG GmbH. Im November 2018 übernahm die AURELIUS Equity Opportunities SE & Co. KGaA die VAG-Gruppe. Die AURELIUS Gruppe ist eine europaweit aktive Investmentgruppe mit Büros in München, London, Stockholm und Madrid.
2021 gründete VAG mit der VAG Valves Middle East DMCC eine eigenständige Gesellschaft im mittleren Osten, 2022 und 2023 wurden mit RTS Válvulas Ind. e Com. Ltda und FKB Válvulas e Comportas Ltda zwei brasilianische Gesellschaften übernommen, wodurch VAG seine Präsenz in Südamerika nachhaltig stärken konnte.
Im Mai 2025 gab die Schweizer Georg Fischer AG die geplante Übernahme von VAG bis zum Jahresende bekannt. Der Übernahmewert beträgt rund 200 Millionen Schweizer Franken.

## Produkte
Zu den bekanntesten Produkten zählen der BETA Absperrschieber, die EKN Absperrklappe und das RIKO Ringkolbenventil. Die von VAG produzierten Produkte können in folgende Kategorien zusammengefasst werden:
- Absperrhähne
- Absperrschieber
- BAIOplus-System (Armaturen mit Bajonettverbindung)
- Plattenschieber und gehäuselose Armaturen
- Hydranten
- Hausanschlussarmaturen (für Wasser)
- Rückflussverhinderer
- Absperrklappen
- Be- und Entlüftungsventile
- Regelarmaturen
- Zubehör für Armaturen

## Anwendungsgebiete
VAG hat sich auf die Herstellung und den Vertrieb in acht Anwendungsgebieten spezialisiert:
- Wasseraufbereitung
- Wasserverteilung
- Abwasser
- Staudämme / Wasserkraft
- Kraftwerke
- Industrie
- Druckmanagement
- Gas